# The Servant (album)
Pour les articles homonymes, voir Servant.
Albums de The Servant
With the Invisible
(2000) How to Destroy a Relationship
(2006)
The Servant est un album du groupe de rock londonien The Servant sorti en 2004. Il s'est classé à la 23e place du classement de ventes d'albums en France, les singles Orchestra et Liquefy se classant quant à eux respectivement aux 20e et 57e places.

## Pistes de l’album
| No  | Titre                   | Durée |
| --- | ----------------------- | ----- |
| 1.  | Cells                   | 4:50  |
| 2.  | Beautiful Thing         | 4:00  |
| 3.  | Liquefy                 | 3:41  |
| 4.  | Body                    | 4:42  |
| 5.  | Devil                   | 4:16  |
| 6.  | Orchestra               | 3:32  |
| 7.  | I Can Walk in Your Mind | 3:42  |
| 8.  | Not Scared, Terrified   | 4:18  |
| 9.  | Jesus Says              | 4:04  |
| 10. | Get Down                | 3:11  |
| 11. | Glowing Logos           | 6:12  |

Une édition limitée contient en bonus les morceaux Jack the Ripper, Brand New Lover, Papyrus et Oh No, No, Not Another One.

## Singles
- Orchestra
- Liquefy
- Cells
- I Can Walk in Your Mind